# 刚坚·洛桑土旦·赤列雅培
刚坚·洛桑土旦·赤列雅培（藏語：གངས་ཅན་བློ་བཟང་ཐུབ་བསྟན་འཕྲིན་ལས་ཡར་འཕེལ་，威利转写：gangs-can blo-bzang thub-bstan 'phrin-las yar-'phel；1941年7月7日—2020年4月18日）藏族，西藏萨迦县人，第五世刚坚活佛。他旅居意大利并加入意大利国籍，是在欧洲较有影响的藏传佛教格鲁派活佛，信奉多杰雄登。2020年4月18日，因2019冠状病毒病在意大利韦尔巴尼亚病逝。

## 生平
1941年，生于西藏萨迦县的一个普通农家，俗名旺堆杰布（藏語：དབང་འདུས་རྒྱལ་པོ་，威利转写：dbang 'dus rgyal po）。5岁时，被认定为日喀则刚坚寺的前一世刚坚活佛的转世灵童。1945年6月4日，他在刚坚寺坐床，正式成为第五世刚坚活佛。此后，他在葛钦康活佛、俄曲活佛、赤香活佛的教授下，先后在日喀则的刚坚寺、扎什伦布寺、拉萨的色拉寺学习藏传佛教显宗及密宗的经典。
1963年，他流亡到印度。1964年，入印度世界梵文学院，学习梵文、印地文、尼泊尔文、英文、意大利文及藏医，能使用英语、意大利语讲经及写作，并在藏医学方面学到了许多知识。1970年，通过公开答辩，在印度色拉寺获得了格西学位。
1981年，他首次访问欧洲，随后旅居意大利至今。他从1982年开始到世界各地访问，既讲学又治病。他信奉多杰雄登。他经常回到中国探亲，并参加佛教交流活动，见过班禅额尔德尼·确吉坚赞。2002年，他在回国探亲期间，在德庆格桑颇章拜见了班禅额尔德尼·确吉杰布。
刚坚活佛促进了尼泊尔的和平。他还在世界各地创建了108个宗教活动机构。他发明了密宗自我诊疗法，促进康复医学。2001年5月，刚坚活佛倡议设立世界康复医学基金会。经其倡议，世界康复医学组织于2003年11月1日成立。他还是联合国世界和平基金会主席。
2020年4月18日，因罹患2019冠状病毒病，刚坚活佛在意大利韦尔巴尼亚病逝，享年78岁。

## 爭議
剛堅活佛因信奉多傑雄登而與十四世達賴喇嘛的支持者產生衝突，後者是多傑雄登信仰的反對者。自1990年代以來，剛堅活佛曾多次訪問中國，中國政府亦對其高度評價，包括唯色在內的達賴喇嘛支持者認為剛堅活佛已淪為中共的政治宣傳工具。
2015年12月17日，前国际多杰雄登协会官员次扎喇嘛（Lama Tseta）在接受美國之音的採訪中指控稱剛堅活佛接受中共情報部門的資助，圖謀发动“危及达赖生命安全”以及破坏西藏流亡政府团结的政治活动。

## 著作
- 《心性安息》（雅素）第一至四卷
- 《非暴力之路》
- 《与环境和谐相处》
- 《佛教密宗自疗法》
- 《美好生活的非正规教育—为明日之城营造内外和平环境的办法》

此外，他还主办《月光》杂志社、《和平时报》。